# Bala perdida
Bala perdida es un largometraje de 2003 dirigida por Pau Martínez, protagonizada por David Carradine y Juanjo Puigcorbé, basada en el antiguo oeste, producida por la productora valenciana Trivisión.

## Reparto
- David Carradine como Michael Morrison.
- Juanjo Puigcorbé como Daniel.
- José María Gómez como Dani (Hijo de Daniel).
- Juli Mira como El juez de la Morena (Suegro de Daniel).
- Carmen Bullejos como Elvira (Madre de Dani).
- Mercedes Sampietro como Pilar (Amiga de Elvira).
- Cristina Plazas como Soledad.
- Cynthia Rothrock